# مايك ميرفي
مايك ميرفي (بالإنجليزية: Mike Murphy)‏ (15 أبريل 1939 بريدنغ في المملكة المتحدة - ) هو لاعب كرة قدم بريطاني في مركز حراسة المرمى. لعب مع نادي ريدنغ وRedhill F.C. ‏ وThornycroft Athletic F.C. ‏.